# Азура
Азура — христианский апокрифический персонаж, согласно Книге Юбилеев, дочь Адама и Евы, жена Сифа.

## Имя
- Армянский историк Мхитар Айриванеци называл её Азорой[1].
- В трудах Ибн Исхака сестрой Шиса называли Хазуру[2].

## Биография
Согласно Книге Юбилеев Азура родилась в шестую седмину.
Димитрий Ростовский в Келейном летописце утверждал, что жена Сифа — Асвама была его сестрой-близняшкой, подобно жёнам Каина и Авеля.
Детьми Сифа и Азуры были Енос и Ноама. Они, подобно родителям, стали мужем и женой.